# 奧蘭治維爾
奧蘭治維爾（英語：Orangeville）是加拿大安大略省南部達弗林縣一鎮，為該縣的縣治。據2011年加拿大人口普查所示，奧蘭治維爾有27975名居民。

## 歷史
歐裔居民於1820年代末至30年代初陸續遷至此處。商人奧蘭治·羅倫斯（Orange Lawrence）於1844年在此處購地，1847年帶同家人遷居此地，在此設立鋸木廠、磨坊、酒店、商鋪和郵局，並成為該聚落的首位郵政局長，聚落亦以他命名為奧蘭治維爾。
奧蘭治維爾原屬錫姆科縣和威靈頓縣的一部分；該兩縣於1863年批准奧蘭治維爾設立地方政府，奧蘭治維爾遂於1864年1月1日正式建制為村。村内人口穩步上揚，到1871年約為1400人，奧蘭治維爾遂於於1874年1月1日改制為鎮，而連接多倫多和奧雲灣的鐵路亦於同年開通至此。達弗林縣於1881年脫離錫姆科縣、威靈頓縣和格雷縣自設縣級政府，並設奧蘭治維爾為縣治。鎮内人口於1891年超越2961人。

## 交通

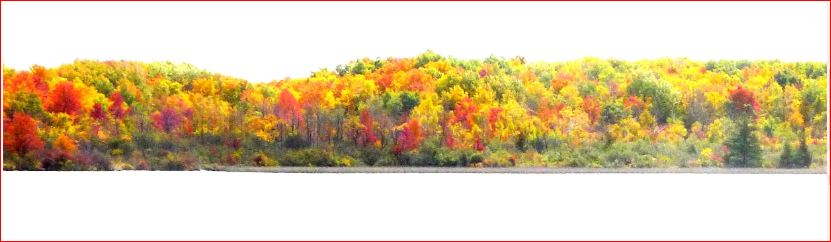
加拿大安省橙村卡里洞湖秋色

安大略省9號和10號公路在奧蘭治維爾交匯：9號公路向東通往約克區；10號公路北通奧雲灣，南達賓頓。奧蘭治維爾鎮內的公共交通服務由鎮營的奧蘭治維爾交通局營運。此外，GO運輸公司亦有提供來回奧蘭治維爾和賓頓的通勤巴士服務。

## 教育
奧蘭治維爾鎮內的公立中小學以主要授課語言和宗教背景分為四個類別，並由數間不同機構營運：
- 上格蘭德教育局（Upper Grand District School Board）：負責營運鎮內的英語公立中小學
- 德芙靈-皮爾天主教教育局（Dufferin-Peel Catholic District School Board）：負責營運鎮內的英語天主教公立中小學
- 維亞蒙德教育局（Conseil scolaire Viamonde）：負責營運鎮內的法語公立中小學
- 中南部天主教教育局（Conseil scolaire de district catholique Centre-Sud）：負責營運鎮內的法語天主教公立中小學

### 引用書籍
- Townsend, Wayne. . Dundurn. 1996: 69-70. ISBN 9781550022407.

## 外部連結
- 维基共享资源上的相關多媒體資源：奧蘭治維爾
- （英文）Town of Orangeville （页面存档备份，存于）－奧蘭治維爾鎮政府官方網站